# Війна в головах
Війна в головах — альбом гурту «Skinhate». Перша назва альбому — «Skinhate», гурт записав його своїми силами. Після запису на «Moon Records», він отримав назву «Війна в головах».

## Зміст

### Видання 2001 року
1. Пістолет (3:58)
2. Паскуда (4:24)
3. На х.. (2:54)
4. Це все (4:46)
5. Додман (3:47)
6. Війна (частина-1) (4:44)
7. Пустош (4:18)
8. Війна (частина-2) (5:06)
9. Більⓘ (3:52)
10. Не любOFF (4:29)
11. Харє Крішна (3:46)

### Видання 2004 року
1. Пістолет (3:58)
2. Паскуда (4:24)
3. На х.. (2:54)
4. Це все (4:46)
5. Додман (3:47)
6. Війна (частина-1) (4:44)
7. Пустош (4:18)
8. Війна (частина-2) (5:06)
9. Біль (3:52)
10. Не любOFF (4:29)
11. Харє Крішна (3:46)
12. Колір за Кольором Dj Vol'D'Mair mix
13. Три місяці (ЖК mix)